# Мазари Шариф
Мазари Шариф је град у Авганистану. Четврти је по броју становника у Авганистану и има 183.000 становника (службена процена 2002. године). Име града значи племенито светилиште, по плавом светилишту и џамији за коју многи верују да је гробница калифа Алије. Шити ван Авганистана верују да је гробница њиховог првог калифа у Наџафу, а остали да је у Мазари-Шарифу. Главни језик је дари персијски. Град представља велику туристичку атракцију због муслиманских и хеленистичких археолошких локалитета.

## Историја
Мазари Шариф постоји захваљујући сну. Почетком 12. века један мула је сањао да је калиф Алија сахрањен тајно близу Балка. Калиф Алија је био један од 4 праведна калифа по сунитском веровању или први калиф по шиитском веровању. Султан Селџука је после истраживања наредио да се ту сагради светилиште, које је касније уништио Џингис-кан. Касније је Мазари Шариф обновљен, али увек је био у сенци града Балка, који је 1866. напуштен и Мазари Шариф је постао главни град авганистанског Туркестана. Већину становништва чине Таџици, а постоји и много Узбека, Туркмена, Хазара и Паштуна. 
За време Совјетско-авганистанског рата Мазари Шариф је постао совјетска база. Аеродром је коришћен за удар на муџахедине. Када се Совјетски Савез повукао из Авганистана град је пао у руке узбечке милиције под командом Абдул Рашид Достума и таџичке милиције Ахмад Шах Масуда и Рабанија. Абдул Рашид Достум је био командант комунистичког гарнизона, али побунио се и 1992. је успоставио аутономну власт. Град је био оаза мира током грађанскога рата у Авганистану. Док се остатак земље распадао, град је ојачавао везе са новим државама централне Азије и са Турском. Штампали су сопствени новац. У мају 1997. генерал Абдул Малик је издао Достума и прешао талибанима, који су се спремали да заузму град. Талибани су 1997. неуспешно покушали да заузму град. Око 2.500 талибана је тада масакрирано. Талибани су се 1998. осветили на Хазарима. Када је 1998. заузет Мазари Шариф Пакистан је признао талибане. Након 11. септембра 2001. Мазари је био први град који је освојила Северна алијанса. Северна алијанса је заузела град 9. новембра 2001. уз помоћ САД. Близу града су се десили наводни масакри над талибанским борцима. Талибанско повлачење из Мазарија се претворило у повлачење са севера и запада Авганистана. Град је под контролом авганистанске централне власти. У и око града постоје НАТО снаге.

## Становништво
| Година       | 2021   |
| ------------ | ------ |
| Становништво | 500207 |